# Bryconamericus huilae
Bryconamericus huilae es una especie de pez de la familia Characidae en el orden de los Characiformes.

## Morfología
Los machos pueden llegar alcanzar los 8,6 cm de longitud total.

## Hábitat
Vive en zonas de gran altitud.

## Distribución geográfica
Se encuentran en Sudamérica: curso superior del río Magdalena (Colombia).